# خراسان (شهر)
خراسان (به ترکی استانبولی: Horasan) شهری است در کشور ترکیه که در استان ارزروم واقع شده‌است. جمعیت این شهر بر اساس سرشماری سال ۲۰۰۸ میلادی ۱۷٬۸۳۸ نفر و بر اساس برآوردهای سال ۲۰۰۹ میلادی ۱۷٬۰۱۲ نفر می‌باشد. برخی مهاجرت افرادی از منطقه خراسان را علت نام گذاری این منطقه دانسته اند .